# Mycerobas
Mycerobas Cabanis, 1847 è un genere di uccelli passeriformi della famiglia dei Fringillidi.

## Etimologia
Il nome scientifico del genere, Mycerobas, deriva dal greco μουκηροβας (moukērobas, "schiaccianoci"), a sua volta derivante dall'unione delle parole μυκηρος/μουκηρος ( mukēros/moukēros, "mandorla") e αγνυμι (agnumi, "rompere").

## Descrizione
Si tratta di uccelli di 20–25 cm di lunghezza, che li rendono fra le specie più grandi di fringillidi.
Possiedono un tozzo e poderoso becco capace di sprigionare una forza impressionante, che viene utilizzata per frantumare i semi di cui questi animali si nutrono.

Si tratta di animali fondamentalmente monogami caratterizzati da dimorfismo sessuale ben evidente, in quanto i maschi sono più grossi e robusti delle femmine, che inoltre presentano colorazione meno appariscente.

## Distribuzione e habitat
Le specie ascritte a questo genere sono diffuse in un'area piuttosto vasta che va dall'Iran e all'Asia Centrale fino alla Cina e alla Birmania.

## Tassonomia
Al genere vengono ascritte quattro specie:
- Mycerobas affinis (Blyth, 1855) - frosone dal collare
- Mycerobas carnipes (Hodgson, 1836) - frosone alibianche
- Mycerobas icterioides (Vigors, 1831) - frosone giallonero
- Mycerobas melanozanthos (Hodgson, 1836) - frosone alimacchiate

Gli appartenenti a questo genere sono filogeneticamente molto vicini ai frosoni orientali del genere Eophona, coi quali formano un clade assieme ai frosoni americani del genere Hesperiphona e al frosone eurasiatico (Coccothraustes coccothraustes).